# ペンタテトラコンタン
| ペンタテトラコンタン | ペンタテトラコンタン |
| -------------------- | -------------------- |
| CH3(CH2)43CH3        |                      |
| IUPAC名              | ペンタテトラコンタン |
| 分子式               | C45H92               |
| 分子量               | 633.211975           |
| CAS登録番号          | 7098-23-9            |
| 密度と相             | 0.821 (g/cm3) g/cm3, |
| 沸点                 | 553.072 ℃ °C         |

ペンタテトラコンタン (Pentatetracontane) とは、直鎖状のアルカンの1種。炭素原子が45個、分岐することなく一列に連なっている。分子式はC45H92。分子量は633.211975 (Da)。モル体積は771.334 (cm3/mol)。引火点は458.211 (℃)。表面張力は31.1639995574951 (dyne/cm)。分極率は83.46×10-24 (cm3)。密度は0.821 (g/cm3)。気化熱は80.267 (kJ/mol)。蒸気圧は25℃において0 (mmHg)。沸点は760mmHgにおいて553.072 (℃)。